# Johann Jakob Della Bona

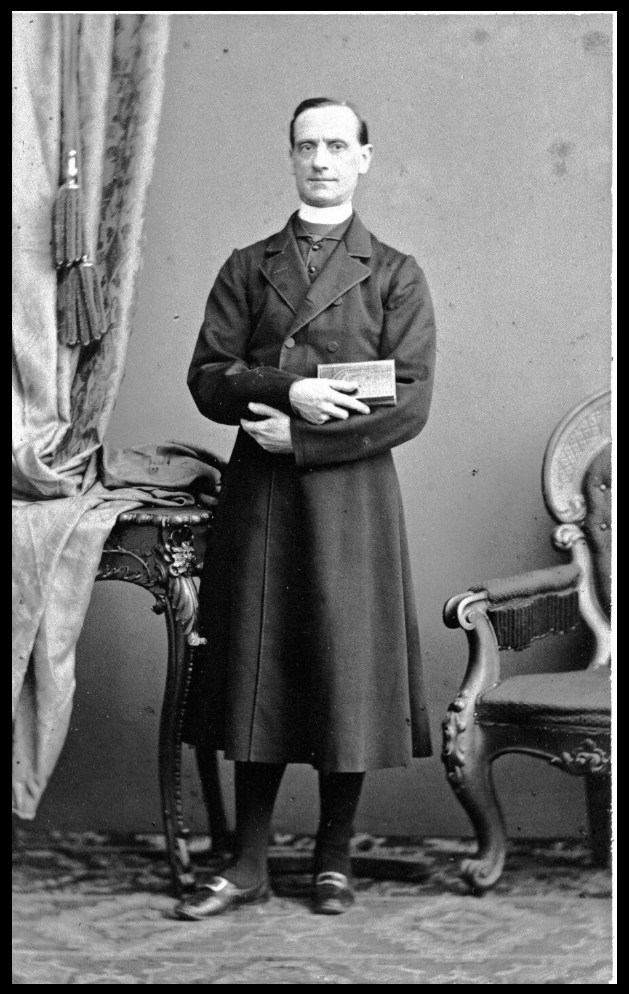
Johann Jakob Della Bona, 1870

Johann Jakob Della Bona, italienisch Giovanni Giacomo della Bona, (* 18. November 1814 in Görz, Österreichisches Küstenland, Kaisertum Österreich; † 17. November 1885 in Trient, Gefürstete Grafschaft Tirol, Österreich-Ungarn) war ein österreichischer Geistlicher.

## Leben
Johann Jakob Della Bona war der erstgeborene von vier Söhnen des Historikers Giuseppe Domenico della Bona und Elena Battig. Von 1832 bis 1836 studierte er Theologie am Priesterseminar in seiner Heimatstadt.
Vom 24. September 1837 bis 12. Juni 1841 war er Schüler des Wiener Frintaneum. Er promovierte an der Universität Wien zum Doktor der Theologie und besuchte gleichzeitig Kurse für Taubstumme. 
Della Bona wurde am 20. Januar 1838 zum Diakon und am 25. Januar 1838 durch Anton Aloys Buchmayer, Weihbischof in Wien, zum Priester für das Bistum Trient geweiht. Nach seiner Rückkehr nach Goriška war er Domvikar (1841–1842) und gleichzeitig Professor für Katechese, Pädagogik und Lehrmethoden für Gehörlose in der Theologie. Am 30. Juni 1869 wurde er Infulierter Domkustor und am 16. November 1870 Domscholastikus.
Am 4. Mai 1874 wurde er zum Titularbischof von Tenedus und Weihbischof in Salzburg ernannt. Maximilian Joseph von Tarnóczy, Erzbischof von Salzburg, weihte ihn am 14. Juni 1874 zum Bischof. Albert Eder OSB assistierte bei der Weihe. Am 16. Juni 1879 wurde er zum Bischof von Trient ernannt. Am 30. November 1879 wurde in der „Wiener Zeitung“ auch die Ernennung Johann von Leiß zum Fürstbischof von Brixen bekanntgegeben. Am 27. Februar 1880 erhielt er die päpstliche Bestätigung. Am 19. März 1880 wurde er inthronisiert. Als Fürstbischof gehörte er zeitweise dem Tiroler Landtag an.